# Vincenz Czerny
Vincenz Czerny (ur. 19 listopada 1842 w Trutnovie, zm. 3 października 1916 w Heidelbergu) – austriacko-niemiecki chirurg.

## Życiorys
Studiował na Uniwersytecie Karola w Pradze, a następnie na Uniwersytecie w Wiedniu, gdzie był uczniem Ernsta von Brückego (1819–1892). W 1866 ukończył studia z oceną summa cum laude. Został wtedy asystentem Johanna von Oppolzera (1808–1871) i Theodora Billrotha (1829–1894). W 1871 został profesorem i dyrektorem kliniki przy Uniwersytecie we Fryburgu Bryzgowijskim. W 1906 zrezygnował z pełnej profesury, aby całkowicie poświęcić się założonemu przez siebie Domowi Samarytanina (instytutowi onkologicznemu). W tej epoce odrodzenia chirurgii wniósł zasadniczy wkład w postęp, zwłaszcza w dziedzinie chirurgii jamy brzusznej. 

## Upamiętnienie
W Heidelbergu jego imieniem nazwana jest jedna z ulic: Czernyring, oraz most Czernybrücke.